# Regally
Regally je priimek več znanih Slovencev:
- Franc Regally (1870—1924), pravnik
- Vladimir Regally (1908—1944), publicist in urednik